# Rally Villa de Llanes de 2005
El Rally Villa de Llanes de 2005, oficialmente 29.º Rally Villa de Llanes, fue la vigésimo novena edición y la octava cita de la temporada 2005 del Campeonato de España de Rally. Fue también puntuable para el campeonato de Asturias y el Desafío Peugeot. Se celebró del 16 al 18 de septiembre y contó con un itinerario de nueve tramos que sumaban un total de 151 km cronometrados.

## Itinerario
| Día   | Tramo | Nombre          | Distancia | Hora | Ganador              | Tiempo  | Líder         |
| ----- | ----- | --------------- | --------- | ---- | -------------------- | ------- | ------------- |
| Día 1 | TC1   | Noriega-Puertas | 13.91 km  |      | Alberto Hevia        | 9:16.8  | Alberto Hevia |
| Día 1 | TC2   | Nueva-Labra     | 19.82 km  |      | Dani Sordo           | 14:38.9 | Dani Sordo    |
| Día 1 | TC3   | Siejo-Colombres | 10.42 km  |      | Dani Sordo           | 6:54.5  | Dani Sordo    |
| Día 1 | TC4   | Nueva-Labra     | 19.82 km  |      | Dani Sordo           | 14:35.8 | Dani Sordo    |
| Día 1 | TC5   | Siejo-Puertas   | 23.68 km  |      | Dani Sordo           | 15:15.7 | Dani Sordo    |
| Día 1 | TC6   | La Tornería     | 11.87 km  |      | Alberto Hevia        | 7:38.4  | Dani Sordo    |
| Día 1 | TC7   | Carmen-Torre    | 20.18 km  |      | Enrique García Ojeda | 12:41.1 | Dani Sordo    |
| Día 1 | TC8   | La Tornería     | 11.87 km  |      | Alberto Hevia        | 7:30.7  | Dani Sordo    |
| Día 1 | TC9   | Carmen-Torre    | 20.18 km  |      | Alberto Hevia        | 12:32.2 | Dani Sordo    |

## Clasificación final
| Pos. | Piloto               | Copiloto             | Automóvil                     | Tiempo    | Diferencia |
| ---- | -------------------- | -------------------- | ----------------------------- | --------- | ---------- |
| 1.   | Dani Sordo           | Marc Martí           | Citroën C2 S1600              | 1:41:15.7 | 0.0        |
| 2.   | Enrique García Ojeda | Jordi Barrabés       | Peugeot 206 S1600             | 1:42:05.9 | +0:50.2    |
| 3.   | Alberto Hevia        | Alberto Iglesias Pin | Renault Clio S1600            | 1:42:38.5 | +1:22.8    |
| 4.   | Sergio Vallejo       | Diego Vallejo        | Fiat Punto S1600              | 1:42:59.0 | +1:43.3    |
| 5.   | Santi Concepción     | Germán Bello         | Citroën Saxo S1600            | 1:43:43.0 | +2:27.3    |
| 6.   | Sergio López-Fombona | Enrique Velasco      | Renault Clio S1600            | 1:43:47.3 | +2:31.6    |
| 7.   | Miguel Ángel Fuster  | José Vicente Medina  | Renault Clio S1600            | 1:43:58.7 | +2:43.0    |
| 8.   | Manuel Cabo          | Alejandro Noriega    | Citroën Saxo S1600            | 1:44:33.0 | +3:17.3    |
| 9.   | Jonathan de Miguel   | Rogelio Peñate       | Subaru Impreza STi N11 Spec C | 1:45:11.2 | +3:55.5    |
| 10.  | David Colldecarrera  | Xavier Lozano        | Mitsubishi Lancer Evo VIII    | 1:45:45.1 | +4:29.4    |